# Berliner Gesellschaft (Erlangen)
Die Berliner Gesellschaft war eine frühe Studentenverbindung an der Erlanger Friedrich-Alexander-Universität. Sie entstand 1796 bei der Neuordnung der Erlanger Studentenschaft.

## Geschichte
Im Wintersemester 1795/96 war das Verbindungswesen an der Friedrich-Alexander-Universität zum Erliegen gekommen. Man beschloss die Bildung von vier Gesellschaften, die sich nach den Gasthäusern benannten. Wer am studentischen Leben teilhaben wollte, musste sich einer dieser Gesellschaften anschließen. Mehr als vier von ihnen sollten nicht geduldet werden. Die gegen die Studentenorden eingestellten Kräfte waren in der westfälischen Gesellschaft zusammengefasst. Ihr Kantonsbereich umfasste nicht nur Westfalen, sondern auch ganz Norddeutschland. Die beiden anderen Gasthausgesellschaften wurden bis 1798 vom Schwarzen Orden und dem Amicistenorden dominiert.
Die Westfalen hatten ihr Kommershaus in der blauen Glocke, ihr norddeutscher Teil in der Traube. Diese neue Gesellschaft nannte sich Berliner Gesellschaft und behielt den Namen bis an ihr Ende. Daneben wurde Märkische Gesellschaft als zweite Bezeichnung gebräuchlich. Die Berliner Gesellschaft war 1798 dem Märkerkartell beigetreten. Das Bundeszeichen war V.C.M. = Vivat Circulus Marchiae. Als Zirkel wurde wie in allen Kartellverbindungen der Märkerzirkel benutzt. Die Farben waren schwarz-orange. Die Bezeichnung Berliner Gesellschaft wurde aber niemals verdrängt. In der Ordensfrage, die 1798 zur Gründung des Corps Onoldia führte, standen die ordensfeindlichen Westfalen und Berliner auf Seiten der Ansbacher. Damals entstand das Dreieckszeichen mit G (Westfalen), B (Berliner) und A (Ansbacher). Es war ordensfeindlich und enthielt nicht die Amicisten. Im Sommersemester 1799 muss es in der Marchia zu Auseinandersetzungen gekommen sein; denn Mitglieder traten aus und wechselten zu den Westfalen und auch zu den Ansbachern. Durch den Friede von Pressburg (1805) war Erlangen keine preußische Universität mehr. Der Zuzug blieb aus. Im Juli 1806 waren nur noch zwei Polen übrig, so dass sich die Berliner am 22. Juli 1806 auflösen mussten. Bonawentura von Niemojowski trat zu den Westfalen über. Sein Bruder Gabriel verbrachte sein letztes Jahr wohl ebenfalls bei den Westfalen. Als letzte Berliner wurden die beiden am 4. August 1798 vom Erlanger Senioren-Convent mit einem Comitat bis Forchheim verabschiedet. In Erlangen erloschen die märkischen Farben Schwarz-Orange für immer.

## Mitglieder
- Friedrich Karl Julius Schütz (1779–1844), Philosoph
- Josias Neumann (1782–1855), Rechtshistoriker in Kasan und Dorpat
- Johann Gustav Gottlieb Büsching (1783–1829), Archäologe, Germanist und Volkskundler
- Otto von Dewitz (1780–1864), Minister in Mecklenburg-Strelitz
- Karl Konstantin Haberle (1764–1832), Botaniker, Meteorologe und Mineraloge
- Karl Ernst von Ernsthausen (1782–1847), Landrat in Gummersbach
- Friedrich von Bärensprung (1779–1841), Oberbürgermeister von Berlin
- Bonawentura von Niemojowski (1787–1835), Präsident der polnischen Nationalregierung 1830/31